# Prêmio Multishow de Música Brasileira para Brega e Arrocha do Ano
Prêmio Multishow de Música Brasileira para Brega e Arrocha do Ano é um prêmio dado anualmente no Prêmio Multishow de Música Brasileira, uma cerimônia que foi estabelecida em 1994 e originalmente chamada de Prêmio TVZ. A Categoria Brega e Arrocha do Ano foi criada em 2023 como parte de uma reformulação nas normas da Academia do Prêmio Multishow. Anteriormente, o prêmio de Música do Ano englobava diversos ritmos musicais em uma única categoria. No entanto, a partir de 2023, essa categoria foi ramificada, dando origem a 11 novas categorias, cada uma dedicada a um estilo musical específico, incluindo o Brega e Arrocha.
Essa mudança visou reconhecer a diversidade de gêneros presentes na música brasileira e dar maior espaço a estilos populares, que tem uma presença significativa no cenário musical do país. A Categoria Brega e Arrocha do Ano destaca as músicas de maior impacto dentro do gênero, premiando artistas que contribuem para a evolução e popularidade dos gêneros no Brasil.
Em 2024, a categoria Brega e Arrocha do Ano passou por uma nova reformulação, sendo dividida em duas categorias distintas: Brega do Ano e Arrocha do Ano.

## Vencedores e indicados
| Ano  | Vencedor(a)                             | Indicados | Ref.  |
| ---- | --------------------------------------- | --- | ----- |
| 2023 | "Sinal" – Nadson o Ferinha e João Gomes | - "Anota Aí (Ao Vivo)" – Ávine Vinny e Nattan - "Cadê Seu Namorado, Moça?" – Thales Lessa e Nadson O Ferinha - "Duas (Versão Arrocha)" – Dilsinho, Nadson o Ferinha e Rafinha RSQ - "Love Gostosinho" – Nattan e Felipe Amorim - "Toca o Trompete" – Felipe Amorim | [ 9 ] |